# Polyblastia dermatodes
Polyblastia dermatodes är en lavart som beskrevs av A. Massal. Polyblastia dermatodes ingår i släktet Polyblastia och familjen Verrucariaceae.   Inga underarter finns listade i Catalogue of Life.